# Castell de Medieșu Aurit
El castell de Medieşu Aurit (en hongarès: Aranyosmeggyes vára) o castell Lónyai (en romanès: castelul Lónyai) És un complex de ruïnes d'un castell, monument istoric d'interès nacional, situat a Medieşu Aurit, al comtat de Satu Mare (Romania).
El castell, construït al segle XIII, va ser un centre important a la història de Transsilvània. És a la llista de Monuments Històrics de Romania amb l'identificador LMI SM-II-aA-05332. El seu codi RAN del Repertori Arqueològic Nacional és el 138093.04.

## Història

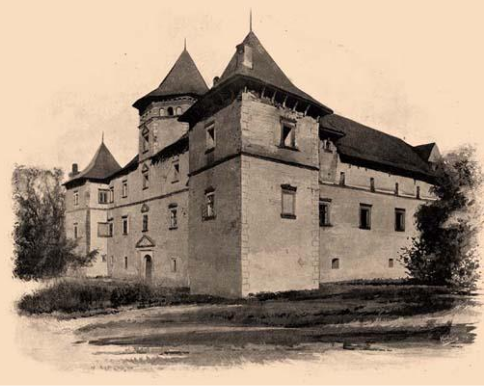
El castell cap a 1880

El castell de Medieșu Aurit s'esmenta per primera vegada com a vila Megyes, en una carta de privilegis de 1271 del rei Esteve V als hospes de la localitat. El 1278 era propietat d'András, fill de Jacob del clan Kaplon. András, en una ocasió va intentar atacar el successor d'Esteve, Ladislau IV, donant-li un cop al cap amb una maça, de manera que el senyor de Megyes va desposseir-lo totes les seves propietats. Ladislau va lliurar llavors la senyoria al voivoda de Transsilvània Nicolau del clan Pok, fill de Maurici, el mestre del tresor de Bela IV fins 1269.

D'aquesta manera, els seus descendents posseirien el castell en endavant. Es coneix que Simon Meggyesi i el seu germà János eren els senyors del castell i de l'assentament des del 1429. En 1442 era propietat de Móricz Móriczhidai, i, després de l'extinció de la seva família en 1493, va ser ocupat per la força per Andrei i Esteve Báthory, de manera que el castell va ser objecte de litigi fins 1520. El castell es va anar deteriorant progressivament com que no era habitat pels Báthory. El castell va ser propietat de la família fins al 1626. El 1630 fou concedit a Segismundo Lónyai, la mare del qual, Kata Báthory de Somlya, formava part de la casa de Báthory. Va començar a renovar el castell, fortificant-lo amb muralles, baluards i ponts llevadissos. Després, ser reconstruït en estil renaixentista i es convertiria en la seva residència més important de la zona. En el front de l'entrada es troba una inscripció llatina que afirma la reconstrucció per Segismundo Lónyai, comte de Kraszna:
| « | Anno Domnini MDCXXX Magnificus Sigismund of Lonia comes comitatus crasnensis a fvndamentis extrvxit. | » |

Després de la mort de Segimund Lonyay, la seva filla, esposa del príncep de Transsilvània Ioan Kemény, Anna Lónyai, va heretar el castell. En 1669 va encoratjar als nobles locals a atacar a la guarnició mercenària alemanya del castell de Satu Mare (Szatmár), que assolaven el camp circumdant amb les seves incursions, en el proper bosc de Gombás. A causa d'això, va ser presentada una denúncia per traïció contra Anna, es van confiscar les seves propietats i es va demolir el castell volant els seus baluards. Més tard, al 1707, en el curs de la guerra d'independència de Rákóczi, va ser incendiat. La propietat va passar al tresor reial com a part de la senyoria del castell de Satu Mare.
En 1732, la propietat del castell va ser heretada pel baró Ferenc Wesselényi, qui va manar construir un nou castell en l'emplaçament de l'anterior. Les edificacions existents en l'actualitat van ser construïdes al llarg del segle xviii i en la seva construcció es van reutilitzar els materials de l'antic castell. La construcció es troba entre els monuments més característics del Renaixement a Transsilvània, tot i que delata certa influència del nord. El va hertar la comtessa Zsuzsanna Bethlen i el comte Sámuel Teleki (1739 - 1822) per part de Ferenc. Va pertànyer als seus descendents fins a principis del segle XX.
A principis de segle xx, va passar a ser propietat de la reina Maria de Romania. A la Segona Guerra Mundial, les tropes alemanyes en retirada el van utilitzar com a dipòsit de municions que va acabar per explotar, quedant sense coberta i arruïnat.

## Galeria

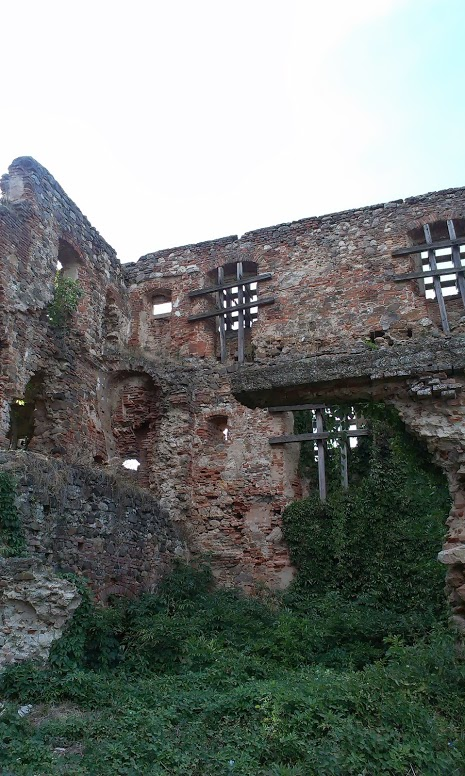
Ruïnes del castell
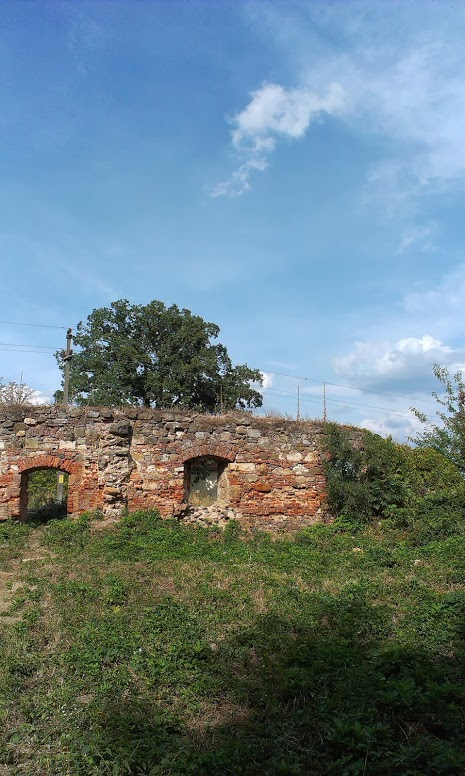
Ruïnes del castell
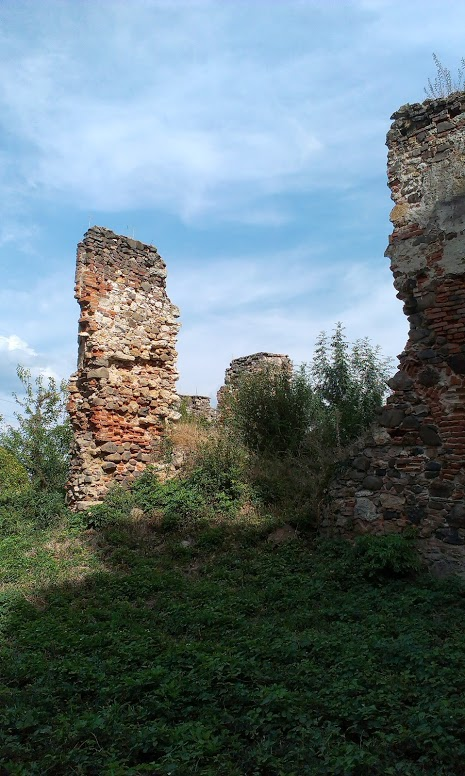
Ruïnes del castell
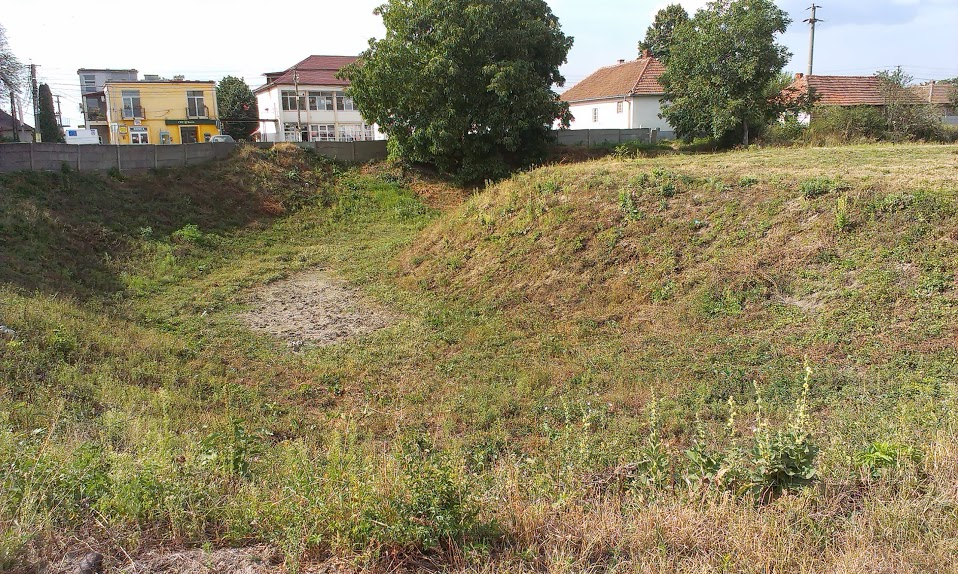
Antic fossat del castell